# Santa Cruz Tatempa
Santa Cruz Tatempa är en ort i Mexiko.   Den ligger i kommunen Cuetzalan del Progreso och delstaten Puebla, i den sydöstra delen av landet, 180 km öster om huvudstaden Mexico City. Santa Cruz Tatempa ligger 1 558 meter över havet och antalet invånare är 182.
Terrängen runt Santa Cruz Tatempa är kuperad österut, men västerut är den bergig. Runt Santa Cruz Tatempa är det ganska tätbefolkat, med 179 invånare per kvadratkilometer. Närmaste större samhälle är Ciudad de Tlatlauquitepec, 14,5 km söder om Santa Cruz Tatempa. I omgivningarna runt Santa Cruz Tatempa växer i huvudsak städsegrön lövskog.